# Жан-Крістоф Буве
Жан-Крісто́ф Буве́ (фр. Jean-Christophe Bouvet; нар. 24 березня 1947, Париж, Франція) — французький актор, сценарист, режисер.

## Біографія
Народився 24 березня 1947 року в Парижі.
Уроки акторської майстерності він брав у Жана-Лорана Коше в театрі Едуарда VII. Вивчав кіно, лінгвістику і психоаналіз в Університеті Париж VIII. Після зустрічі з Андре Тешіне і Клодом Шабролем, ставши їхнім помічником, працював одночасно і як актор, і як асистент режисера і автор.
У 1969 році почав зніматися у кіно, зігравши невелику роль у стрічці «Філософія в будуарі» (фр. La Philosophie dans le boudoir) Жака Сканделарі. Першу велику, головну роль — педофіла П'єра Ланті, засудженого до страти, — Буве зіграв у стрічці «Машина» (1977): шокований стратою в Марселі 15 липня 1976 на гільйотині 20-річного Крістіана Ранюші, Буве починає боротися проти страти і запропонував Полю Векшалі написати сценарій до фільму «Машина», ставши також його співавтором.
У фільмі «Під сонцем Сатани» Моріса Піали, що вийшов на екрани в 1987 році, зіграв Сатану. Його партнером по знімальному майданчику був Жерар Депардьє. Фільм був нагороджений Золотою пальмовою гілкою на Каннському кінофестивалі 1987 року.
Найвідомішою кінороботою стала роль генерала Едмона Бартіно, яку він зіграв у фільмі Жерара Піреса «Таксі» (1998) та його продовженнях — фільмах Жерара Кравчика «Таксі 2» (2002), «Таксі 3» (2003) та «Таксі 4» (2007).
Загалом за час своєї акторської кар'єри зіграв понад 160 ролей у кіно та на телебаченні. Знімався у фільмах таких режисерів, як: Жан-Клод Бієтт, Клод Шаброль, Софія Коппола, Жан-Люк Годар, Жан-Клод Ґіґе, Ален Берберян, Моріс Піала, Поль Векшалі, Жерар Кравчик, Люк Мулле, Рауль Руїс, Клод Зіді та багатьох інших. Як режисер Буве зняв кілька короткометражних фільмів та є автором низки кіносценаріїв.

## Фільмографія
Кіно
| Рік  |    | Українська назва                       | Оригінальна назва                              | Роль                                        |
| ---- | -- | -------------------------------------- | ---------------------------------------------- | ------------------------------------------- |
| 1971 | ф  | Філософія в будуарі                    | La philosophie dans le boudoir                 | первосвященик                               |
| 1975 | ф  | Не міняйте руки                        | Change pas de main                             | Ален Буржуа                                 |
| 1977 | ф  | Машина                                 | La machine                                     | П'єр Лентьє                                 |
| 1977 | ф  | Театр матерій                          | Le théâtre des matières                        | Крістоф                                     |
| 1981 | ф  | Це життя!                              | C'est la vie!                                  | Рішар                                       |
| 1982 | ф  | Далеко від Мангеттена                  | Loin de Manhattan                              | Крістіан                                    |
| 1983 | ф  | Архіпелаг кохання                      | Archipel des amours                            | трансвестит (епізод 'Masculins singuliers') |
| 1983 | ф  | Нагорі сходів                          | En haut des marches                            | сноб на експозиції                          |
| 1987 | ф  | Під сонцем Сатани                      | Sous le soleil de Satan                        | дилер                                       |
| 1991 | ф  | Я не цілуюся                           | J'embrasse pas                                 | клієнт                                      |
| 1992 | ф  | Дикі ночі                              | Les nuits fauves                               | Серж                                        |
| 1992 | ф  | Крапачук                               | Krapatchouk                                    | міністр                                     |
| 1994 | ф  | Місто страху                           | La cité de la peur                             | Жан-поль Мартоні, le député du R.E.P.N.     |
| 1994 | ф  | Холодна вода                           | L'eau froide                                   | професор                                    |
| 1994 | ф  | Кінцева Ріти                           | Le terminus de Rita                            |                                             |
| 1995 | кф | Мені дуже подобається те, що ви робите | J'aime beaucoup ce que vous faites             |                                             |
| 1996 | ф  | Комплекс Тулона                        | Le complexe de Toulon                          | Кріс Патч                                   |
| 1996 | кф | Діалог на вершині                      | Dialogue au sommet                             | десятник                                    |
| 1997 | ф  | Порочні кола                           | Vicious Circles                                | нотаріус                                    |
| 1998 | ф  | Насолода                               | Le Plaisir (et ses petits tracas)              | Боб, ділер                                  |
| 1998 | ф  | Опівнічний іспит                       | L'examen de minuit                             | продавець маєтку                            |
| 1999 | ф  | Глорія                                 | Glória                                         | Вісенте                                     |
| 1999 | ф  | Пасажири                               | Les passagers                                  | мандрівник                                  |
| 1999 | ф  | Орел/решка                             | Recto/Verso                                    | пан Майярд                                  |
| 1999 | ф  | Коханці                                | Lovers                                         | кіоскер                                     |
| 1999 | ф  | Поле                                   | Le domaine                                     |                                             |
| 2000 | ф  | Таксі 2                                | Taxi 2                                         | генерал Едмон Бартіно                       |
| 2000 | ф  | Ліза і Андре                           | Lise et André                                  | Шарль                                       |
| 2000 | ф  | Темна кімната                          | La chambre obscure                             |                                             |
| 2001 | ф  | Клуб                                   | La Boîte                                       | Бльоре                                      |
| 2001 | ф  | У революцію на двох конях              | Alla rivoluzione sulla due cavalli             |                                             |
| 2001 | ф  | Просвітлення                           | Being Light                                    | готельний клерк                             |
| 2002 | ф  | Жожо-картопля                          | Jojo la frite                                  | Бенц                                        |
| 2002 | ф  | Жертви Д-17                            | Les naufragés de la D17                        | головний сержант                            |
| 2002 | ф  | Новий Жан-Клод                         | Le nouveau Jean-Claude                         | директор супермаркету                       |
| 2002 | ф  | Червона сирена                         | La Sirène rouge                                | Люка                                        |
| 2003 | ф  | Таксі 3                                | Taxi 3                                         | генерал Едмон Бартіно                       |
| 2003 | ф  | Салтімбанк                             | Saltimbank                                     | Бруно Сантім                                |
| 2004 | ф  | Вашому доброму серцю                   | À vot' bon coeur                               | віце-президент комісії з асигнування        |
| 2004 | ф  | Наша музика                            | Notre musique                                  | К. Майярд                                   |
| 2004 | ф  | Брехня, зрада і тому подібне...        | Mensonges et trahisons et plus si affinités... | видавець                                    |
| 2004 | кф | Бранець                                | Prisonnier                                     | батько                                      |
| 2005 | ф  | По-братському                          | Comme un frère                                 | шанувальник                                 |
| 2005 | кф | Другий план                            | Second plan                                    | батько                                      |
| 2005 | ф  | Марія-Антуанетта                       | Marie Antoinette                               | герцог Шуазель                              |
| 2006 | ф  | Комедія влади                          | L'ivresse du pouvoir                           | фр. Me Parlebas                             |
| 2006 | ф  | Тигрові загони                         | Les brigades du Tigre                          | суддя суду першої інстанції                 |
| 2006 | кф | Сніг на моєму обличчі                  | Neige, ma grimace                              |                                             |
| 2006 | ф  | Одного разу, станеться                 | Il sera une fois...                            | Анрі, батько П'єро                          |
| 2006 | ф  | У кожного своя ніч                     | Chacun sa nuit                                 | Вінсент Сільве́р                             |
| 2006 | ф  | Приватне життя                         | La vie privée                                  | Жан-Еммануель                               |
| 2006 | ф  | Престиж смерті                         | Le prestige de la mort                         | шантажист                                   |
| 2006 | ф  | Ліза і пілот                           | Lisa et le pilote d'avion                      | пілот                                       |
| 2007 | ф  | Таксі 4                                | Taxi 4                                         | генерал Едмон Бартіно                       |
| 2007 | ф  | Франція                                | La France                                      | Еліас                                       |
| 2007 | ф  | Капітан Ахав                           | Capitaine Achab                                | король Англії                               |
| 2007 | ф  | Невідповідність                        | La discordance                                 | доктор Лендрі                               |
| 2007 | кф | Міжнародний експрес                    | International XPress                           | знаменитий актор                            |
| 2007 | ф  | Червоний готель                        | L'auberge rouge                                | пан Ружі                                    |
| 2008 | ф  | З Індії на планету Марс                | Des Indes à la planète Mars                    | пан Сенн                                    |
| 2009 | ф  | Сім'я Вольберг                         | La famille Wolberg                             | Моріс, медик                                |
| 2009 | ф  | Кіноман                                | Cinéman                                        | мосьє Кок, директор школи                   |
| 2009 | ф  | Інший Дюма                             | L'autre Dumas                                  | мосьє Букен                                 |
| 2009 | ф  | Чорна Венера                           | Vénus noire                                    | Шарль Меркайї, журналіст                    |
| 2010 | ф  | Бельвіль — Токіо                       | Belleville-Tokyo                               | Жан-Лу                                      |
| 2011 | кф | День святого Валентина                 | Saint Valentin                                 | мосьє Бішон                                 |
| 2011 | ф  | Усім потрібна Кет                      | Cat Run                                        | Доббер                                      |
| 2011 | ф  | Дозвольте моїм людям йти               | Let My People Go!                              | комісар                                     |
| 2011 | ф  | Наш рай                                | Notre paradis                                  | перший клієнт                               |
| 2012 | ф  | Ніч                                    | Une nuit                                       | власник кафе «Кармен»                       |
| 2012 | ф  | Розлади                                | Désordres                                      | директор школи                              |
| 2013 | ф  | Зустрічі після опівночі                | Les rencontres d'après minuit                  | головний бригадир                           |
| 2013 | ф  | Гар дю Нор                             | Gare du Nord                                   | юрист                                       |
| 2013 | кф | Солодкий вбивця                        | Honey Killer                                   |                                             |
| 2015 | ф  | Два Ремі, два                          | Deux Rémi, deux                                | Готьє                                       |
| 2016 | ф  |                                        | Where Horses Go to Die                         | Данієль                                     |
| 2016 | ф  | Офіційний відбір                       | Sélection officielle                           | Жан-Мішель Біту́м                            |

Телебачення
| Рік                 |    | Українська назва                                      | Оригінальна назва                                            | Роль                      |
| ------------------- | -- | ----------------------------------------------------- | ------------------------------------------------------------ | ------------------------- |
| 1976—2007           | с  | Комісар Мулен                                         | комісар Мулен                                                |                           |
| 1980                | тф | Самооборона                                           | Légitime défense                                             | Ален                      |
| 1985                | тф | Хлопчики Франції                                      | Un garçon de France                                          | батько Лорен              |
| 1988                | с  | Операція «Моцарт»                                     | Opération Mozart                                             |                           |
| 1989—1996           | с  | Іможен                                                | Imogène                                                      |                           |
| 1989—2992           | с  | Хет-трик                                              | Le triplé gagnant                                            |                           |
| 1992—2005           | с  | Кордьє — варта порядку                                | Les Cordier, juge et flic                                    | командир                  |
| 1993                | с  | Усі хлопчики і дівчатка свого віку...                 | Tous les garçons et les filles de leur âge...                |                           |
| 1995                | тф | Дорослі                                               | Les grandes personnes                                        | бармен                    |
| 1996                | с  | Кохання має бути придумане наново                     | L'@mour est à réinventer                                     | людина в аптеці           |
| 1998                | с  | Граф Монте-Крісто                                     | Le comte de Monte Cristo                                     | 2-й фінансист Данглара    |
| 1998—2010           | с  | Союз адвокатів                                        | Avocats & associés                                           | президент сигарного клубу |
| 2000—2009           | с  | Так поступають справжні жінки                         | Femmes de loi                                                | Юбер Делярів              |
| 2002—2011           | с  | СестраТереза.com                                      | SoeurThérèse.com                                             | мосьє Самоа               |
| 2002                | тф | Зона рептилій                                         | Zone Reptile                                                 | Тьєррі                    |
| 2005                | с  | Спіраль                                               | Engrenages                                                   | судово-медичний експерт   |
| 2009—2010           | с  | Століття Мопассана. Повести і оповідання XIX століття | Au siècle de Maupassant: Contes et nouvelles du XIXème si... | Файоль                    |
| 2009—Історії життів | с  | Histoires de vies                                     |                                                              |                           |
| 2011                | с  | Рані                                                  | Rani                                                         | старий інтендант          |
| 2011                | тф | Звинувачуваний Мендес Франс                           | Accusé Mendès France                                         | комісар Дуга́ш             |
| 2011                | тф | Людовик XVI — людина, яка не хотіла бути королем      | Louis XVI, l'homme qui ne voulait pas être roi               | Ломені де Брієнн          |